# Methanococcus
Genre
Espèces de rang inférieur
- Methanococcus aeolicus
- Methanococcus maripaludis
- Methanococcus vannielii
- Methanococcus voltae

Methanococcus est un genre d'archées méthanogènes de la famille des Methanococcaceae. Ce sont des cocci irréguliers et mobiles, anaérobies et mésophiles. 